# 中部の駅百選

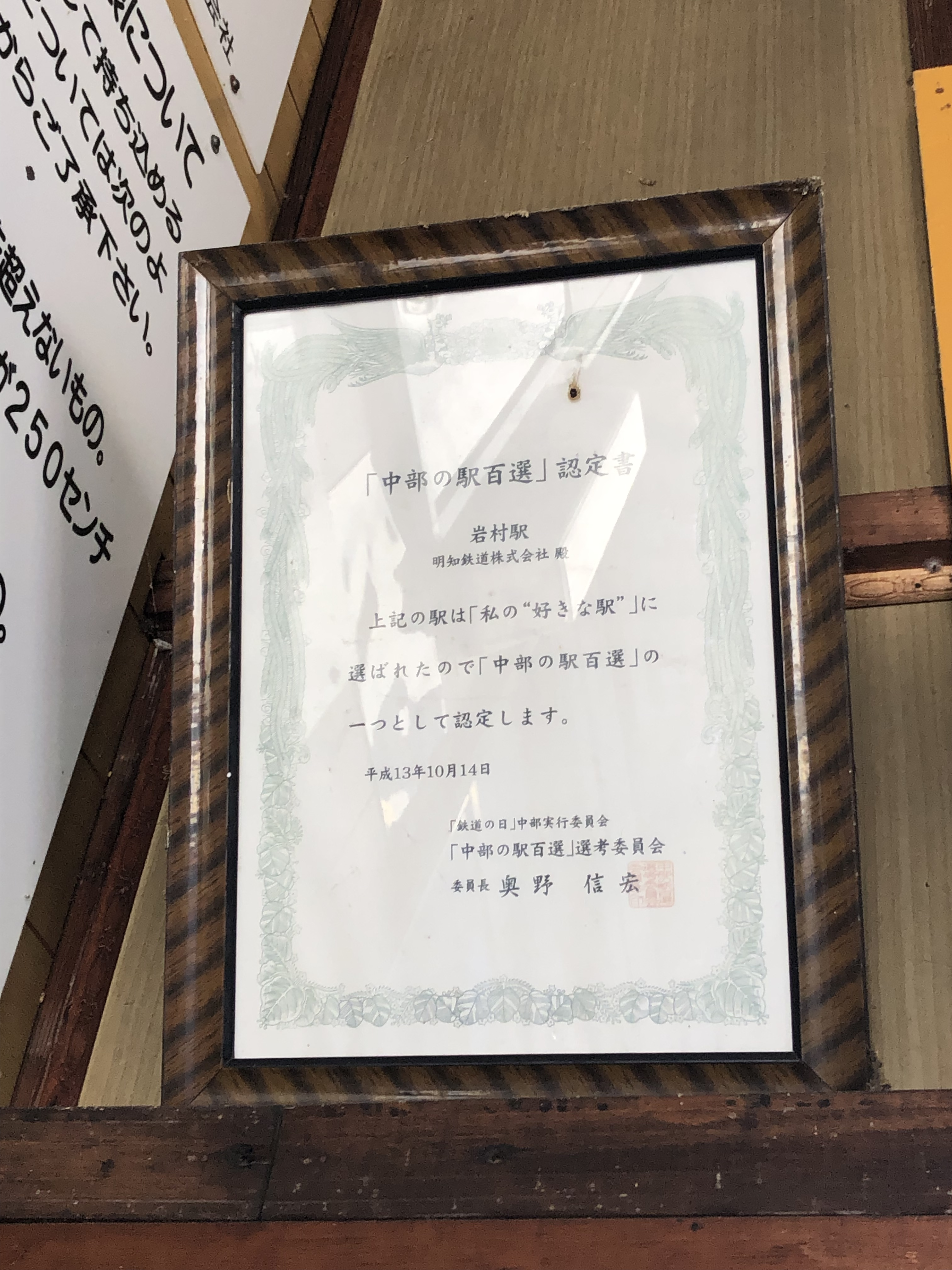
中部の駅百選認定書（岩村駅）

中部の駅百選（ちゅうぶのえきひゃくせん）とは、「鉄道の日」記念行事の一環として選定した日本の中部地方の特徴ある100の鉄道駅である。
1999年から2002年までの4年間で、運輸省（2000年からは国土交通省）中部運輸局管内（静岡県・愛知県・岐阜県・三重県・福井県・石川県・富山県）の特徴ある駅を公募等で募集し、選考委員会で100駅を選定した。先に関東運輸局で行われた関東の駅百選に倣ったものである。なお、他の駅百選と異なり、索道（ロープウェイ）の駅も選定対象に含まれている。
2002年7月1日に地方運輸局が再編され、石川県と富山県は中部運輸局管轄から北陸信越運輸局管轄に変更されているが、2002年の第4回選定は旧来の管轄エリアの駅から選定された。また、選定されたのちに廃止された駅が9駅あるため、現存する駅の数は91駅である。
全100駅中、路面電車停留場から選ばれたのは第3回選定駅の7番目である駅前停留場のみである。

## 中部の駅百選 選定駅一覧

### 第1回選定駅
1. 金山総合駅（JR東海・名古屋鉄道・名古屋市交通局、愛知県名古屋市中区・熱田区）
2. 亀崎駅（JR東海、愛知県半田市）
3. 布袋駅（名古屋鉄道、愛知県江南市）
4. 三河田原駅（豊橋鉄道、愛知県田原市）
5. 久屋大通駅（名古屋市交通局、愛知県名古屋市中区）
6. 豊田市駅・新豊田駅（名古屋鉄道・愛知環状鉄道、愛知県豊田市）
7. 東静岡駅（JR東海、静岡県静岡市葵区）
8. 伊豆高原駅（伊豆急行、静岡県伊東市）
9. 狐ヶ崎駅（静岡鉄道、静岡県静岡市清水区）
10. 千頭駅（大井川鐵道、静岡県榛原郡川根本町）
11. 天竜二俣駅（天竜浜名湖鉄道、静岡県浜松市天竜区）
12. 飛騨小坂駅（JR東海、岐阜県下呂市）
13. 黒野駅（名古屋鉄道、岐阜県揖斐郡大野町、2005年廃止）
14. 明智駅（明知鉄道、岐阜県恵那市）
15. しらかば平駅（奥飛観光開発新穂高ロープウェイ、岐阜県高山市）
16. 津駅（JR東海・近畿日本鉄道・伊勢鉄道、三重県津市）
17. 宇治山田駅（近畿日本鉄道、三重県伊勢市）
18. 大安駅（三岐鉄道、三重県いなべ市）
19. 若狭本郷駅（JR西日本、福井県大飯郡おおい町）
20. 永平寺駅（京福電気鉄道、福井県吉田郡永平寺町、2002年廃止）
21. 美川駅（IRいしかわ鉄道（当時はJR西日本）、石川県白山市）
22. 能登鹿島駅（のと鉄道、石川県鳳珠郡穴水町）
23. 魚津駅（あいの風とやま鉄道（当時はJR西日本）、富山県魚津市）
24. 室堂駅（立山黒部貫光、富山県中新川郡立山町、2024年廃止）
25. 宇奈月駅（黒部峡谷鉄道、富山県黒部市）

### 第2回選定駅
1. 名古屋駅・近鉄名古屋駅・名鉄名古屋駅（JR東海・名古屋臨海高速鉄道・名古屋市交通局・近畿日本鉄道・名古屋鉄道、愛知県名古屋市中村区）
2. 本宿駅（名古屋鉄道、愛知県岡崎市）
3. 小幡駅（名古屋鉄道、愛知県名古屋市守山区）
4. 伏見駅（名古屋市交通局、愛知県名古屋市中区）
5. 名古屋城駅（名古屋市交通局、愛知県名古屋市中区、選定時の名称は市役所駅）
6. 稲沢駅（JR東海・JR貨物、愛知県稲沢市）
7. 修善寺駅（伊豆箱根鉄道、静岡県伊豆市）
8. 城ヶ崎海岸駅（伊豆急行、静岡県伊東市）
9. 西鹿島駅（遠州鉄道・天竜浜名湖鉄道、静岡県浜松市天竜区）
10. 岐阜駅（JR東海、岐阜県岐阜市）
11. 竹鼻駅（名古屋鉄道、岐阜県羽島市）
12. 養老駅（養老鉄道（当時は近畿日本鉄道）、岐阜県養老郡養老町）
13. 樽見駅（樽見鉄道、岐阜県本巣市）
14. 郡上八幡駅（長良川鉄道、岐阜県郡上市）
15. 二見浦駅（JR東海、三重県伊勢市）
16. 志摩磯部駅（近畿日本鉄道、三重県志摩市）
17. 九頭竜湖駅（JR西日本、福井県大野市）
18. ハーモニーホール駅（福井鉄道、福井県福井市）
19. 能登二宮駅（JR西日本、石川県鹿島郡中能登町）
20. 加賀一の宮駅（北陸鉄道、石川県白山市、2009年廃止）
21. 九十九湾小木駅（のと鉄道、石川県鳳珠郡能登町、2005年廃止）
22. 美女平駅（立山黒部貫光（当時は立山開発鉄道）、富山県新川郡立山町）
23. 越中舟橋駅（富山地方鉄道、富山県中新川郡舟橋村）
24. 欅平駅（黒部峡谷鉄道、富山県黒部市）
25. 山上公園駅（御在所ロープウエイ、三重県三重郡菰野町）

### 第3回選定駅
1. 桃花台東駅（桃花台新交通、愛知県小牧市、2006年廃止）
2. ナゴヤドーム前矢田駅（名古屋市交通局、愛知県名古屋市東区）
3. 東山公園駅（名古屋市交通局、愛知県名古屋市千種区）
4. 瀬戸市駅（愛知環状鉄道、愛知県瀬戸市）
5. 尾張瀬戸駅（名古屋鉄道、愛知県瀬戸市）
6. 中京競馬場前駅（名古屋鉄道、愛知県名古屋市緑区）
7. 駅前停留場（豊橋鉄道、愛知県豊橋市）
8. 伊豆急下田駅（伊豆急行、静岡県下田市）
9. 三島駅（JR東海・JR貨物・伊豆箱根鉄道、静岡県三島市）
10. 奥大井湖上駅（大井川鐵道、静岡県榛原郡川根本町）
11. 大草山駅（遠鉄観光開発かんざんじロープウェイ、静岡県浜松市中央区）
12. 新鵜沼駅（名古屋鉄道、岐阜県各務原市）
13. 奥飛騨温泉口駅（神岡鉄道、岐阜県飛騨市、2006年廃止）
14. 美濃太田駅（JR東海、岐阜県美濃加茂市）
15. 岩村駅（明知鉄道、岐阜県恵那市）
16. 本巣駅（樽見鉄道、岐阜県本巣市）
17. 斎宮駅（近畿日本鉄道、三重県多気郡明和町）
18. 西藤原駅（三岐鉄道、三重県いなべ市）
19. 鳥羽駅（JR東海・近畿日本鉄道、三重県鳥羽市）
20. 中瀬古駅（伊勢鉄道、三重県鈴鹿市）
21. 越前大野駅（JR西日本、福井県大野市）
22. 金沢駅・北鉄金沢駅（JR西日本・IRいしかわ鉄道（当時はJR西日本）・北陸鉄道、石川県金沢市）
23. 鵜飼駅（のと鉄道、石川県珠洲市、2005年廃止）
24. 福岡駅（あいの風とやま鉄道（当時はJR西日本）、富山県高岡市）
25. 富山駅・電鉄富山駅（JR西日本・あいの風とやま鉄道（当時はJR西日本）・富山地方鉄道、富山県富山市）

### 第4回選定駅
1. 東栄駅（JR東海、愛知県北設楽郡東栄町）
2. 名古屋港駅（名古屋市交通局、愛知県名古屋市港区）
3. 藤浪駅（名古屋鉄道、愛知県愛西市）
4. 愛野駅（JR東海、静岡県袋井市）
5. 遠州岩水寺駅（遠州鉄道、静岡県浜松市浜名区）
6. 大嵐駅（JR東海、静岡県浜松市天竜区）
7. 河津駅（伊豆急行、静岡県賀茂郡河津町）
8. 佐久間駅（JR東海、静岡県浜松市天竜区）
9. 新金谷駅（大井川鐵道、静岡県島田市）
10. 織部駅（樽見鉄道、岐阜県本巣市）
11. 金華山麓駅（岐阜観光索道金華山ロープウェー）、岐阜県岐阜市）
12. 坂上駅（JR東海、岐阜県飛騨市）
13. みなみ子宝温泉駅（長良川鉄道、岐阜県郡上市）
14. 一身田駅（JR東海、三重県津市）
15. 伊勢八知駅（JR東海、三重県津市）
16. 上野市駅（伊賀鉄道（当時は近畿日本鉄道）、三重県伊賀市）
17. 北勢中央公園口駅（三岐鉄道、三重県いなべ市）
18. 海山道駅（近畿日本鉄道、三重県四日市市）
19. 四日市駅（JR東海・JR貨物、三重県四日市市）
20. 敦賀駅（JR西日本、ハピラインふくい（当時はJR西日本）、福井県敦賀市）
21. 東小浜駅（JR西日本、福井県小浜市）
22. 内灘駅（北陸鉄道、石川県河北郡内灘町）
23. 加賀温泉駅（JR西日本、IRいしかわ鉄道（当時はJR西日本）、石川県加賀市）
24. 縄文真脇駅（のと鉄道、石川県鳳珠郡能登町、2005年廃止）
25. 城端駅（JR西日本、富山県南砺市）

## 関連記事
- 東北の駅百選
- 関東の駅百選
- 近畿の駅百選